# Cantonul Saint-Savin (Vienne)
Cantonul Saint-Savin (Vienne) este un canton din arondismentul Montmorillon, departamentul Vienne, regiunea Poitou-Charentes, Franța.

## Comune
- Angles-sur-l'Anglin
- Antigny
- Béthines
- La Bussière
- Nalliers
- Saint-Germain
- Saint-Pierre-de-Maillé
- Saint-Savin (reședință)
- Villemort